# 発掘!お宝ガレリア
『発掘! お宝ガレリア』（はっくつ!おたからガレリア）は、NHK総合テレビジョンで放送されている教養バラエティ番組。2016年5月5日から6月18日まで4回、特別番組として放送したのち、同年10月19日からレギュラー放送を開始。2017年2月8日まで第1シーズンが放送されたのち、4月6日から9月21日まで第2シーズンが放送された。司会は4代目市川猿之助。

## 概要
この番組は、世の中のどこかに眠っている珍しいお宝を探し求め、市川猿之助が館長を務める仮想のミュージアムで特別展を企画し、開催しようというコンセプトの下、知られざる珍品・名品の数々を堪能してもらおうというエンタテイメント番組である。

## 出演者
館長
- 4代目市川猿之助

ナレーション
- 浪川大輔

## 放送日時
パイロット版
- 2016年5月5日（木曜日）19:30 - 19:58[1]
- 2016年5月12日（木曜日）19:30 - 20:00[2]
- 2016年6月11日（土曜日）23:30 - 24:00[3]
- 2016年6月18日（土曜日）23:30 - 23:58[4]

第1シリーズ
- 2016年10月19日 - 2017年2月8日、水曜日 22:25 - 22:50
  - 再放送：2016年10月23日 - 2017年2月12日、日曜日 13:05 - 13:30

第2シリーズ
- 2017年4月6日 - 9月21日、木曜日 22:25 - 22:50
- 再放送
  - 月曜日未明（日曜日深夜） 3:45 - 4:10[5]
  - 水曜日 11:05 - 11:30（関東を除く[6]）
- 遅れネット
  - 東北地方では毎月最終木曜日に『みちたん 〜ああ!すばらしきセカイ〜』放送の為、その週の土曜日10:30 - 10:55に2日遅れで放送される。

お正月スペシャル
- 2018年1月2日、火曜日 22:00 - 22:50[7]

## 放送履歴

### パイロット版
| 放送回 | 放送日        | 開催された企画展                      | キュレーター                                                                                 | 備考  |
| ------ | ------------- | ------------------------------------- | -------------------------------------------------------------------------------------------- | ----- |
| 1      | 2016年5月5日  | 「黄金LOVE!」展!!                     | 町田啓太、中元日芽香（乃木坂46）、北野日奈子（乃木坂46）                                     | [ 1 ] |
| 2      | 2016年5月12日 | 「ニッポン最古の珍発明!」展!!         | 町田啓太、山田悠介、飯窪春菜（モーニング娘。'16） 、田﨑あさひ、長谷川萌美（Bitter & Sweet） | [ 2 ] |
| 3      | 2016年6月11日 | 科博!ワケあってお見せしてないお宝!展  | 町田啓太、山田悠介、嗣永桃子（カントリーガールズ）、田崎あさひ、長谷川萌美                   | [ 3 ] |
| 4      | 2016年6月18日 | 宇宙!ワザワザそこまでしてたんだぁ!!展 | hitomi、嗣永桃子、和田彩花（アンジュルム）、八木将康（劇団EXILE）                            | [ 4 ] |

### 第1シリーズ（2016年10月 - 2017年2月）
| 放送回 | 放送日         | 開催された企画展                                     | キュレーター               | 備考 |
| ------ | -------------- | ---------------------------------------------------- | -------------------------- | ---- |
| 1      | 2016年10月19日 | ピカソ・マティス・シャガールが田んぼの真ん中に!?展   | 唐橋ユミ、町田啓太         |      |
| 2      | 2016年10月26日 | 今でも動く!?ニッポン 幻の乗り物！展                  | 宮崎瑠依、町田啓太         |      |
| 3      | 2016年11月2日  | 浮世絵!モネ!あの名画にバージョン違いの傑作が!?展     |                            |      |
| 4      | 2016年11月9日  | 美空ひばり・昭和の大スターのお宝!展                  | 小林紀子                   |      |
| 5      | 2016年11月30日 | えっ!?あの有名人の肖像画に、そんな秘密が!?展         |                            |      |
| 6      | 2016年12月7日  | 化石!銅鐸!ごくフツーの人が掘り当てちゃったお宝!!展   |                            |      |
| 年末SP | 2016年12月20日 | 社長室のお宝 集めちゃいました!展                     |                            |      |
| 7      | 2017年1月4日   | 失われた映画を大発見!フィルムセンター・珠玉のお宝!展 | 森本レオ                   |      |
| 8      | 2017年1月11日  | ごくフツーの人が掘り当てちゃったお宝!!展〜銅鐸編〜   |                            |      |
| 9      | 2017年1月18日  | 社長室のお宝 集めちゃいました!展 PART2               |                            |      |
| 10     | 2017年2月1日   | 大使館のお宝・超ニッポンLOVEな逸品!展                | 道端アンジェリカ、徳光正行 |      |
| 11     | 2017年2月8日   | 昭和のレトロ家電!ちょ〜っと勇み足な発明!?展          |                            |      |

### 第2シリーズ（2017年4月 - 9月）
| 放送回 | 放送日        | 開催された企画展                                            | キュレーター                                                        | ゲスト                                    | アンコール放送                        | 備考                        |
| ------ | ------------- | ----------------------------------------------------------- | ------------------------------------------------------------------- | ----------------------------------------- | ------------------------------------- | --------------------------- |
| 1      | 2017年4月6日  | ビートルズの来日にまつわる超レアなお宝!展                   | 福田彩乃、高樹千佳子                                                |                                           | 5月3日4:30 - 4:55                     |                             |
| 2      | 2017年4月13日 | 信長・秀吉・家康が愛した茶道具は、入れ物もスゴいんです!展   | 篠原ともえ、宮崎瑠依                                                |                                           | 5月4日4:30 - 4:55                     |                             |
| 3      | 2017年4月20日 | えっ?フツーの人が持っている超巨大なお宝!展                  | 唐橋ユミ、鈴木裕樹、八木将康                                        |                                           | 5月5日4:30 - 4:55 8月9日12:20 - 12:45 |                             |
| 4      | 2017年4月27日 | 超意外な場所に眠っていた!世界を変えたカガクのお宝!展        | 八田亜矢子                                                          |                                           |                                       |                             |
| 5      | 2017年5月11日 | ルノアール!ミュシャ!ワケあって展覧会では見られない名作展    | 高樹千佳子、スウィージー美紀                                        |                                           |                                       |                             |
| 6      | 2017年5月18日 | 作者不明の名画!?が発見されて大混乱!展                       | 宮崎瑠依、八木将康                                                  |                                           |                                       |                             |
| 7      | 2017年5月25日 | 世紀の大発見!ニュートンのリンゴの木がとんでもないことに!?展 | 山田悠介、鈴木裕樹                                                  |                                           |                                       | 東北地方では5月27日放送。   |
| 8      | 2017年6月1日  | 銀座!さすがに老舗・ナント国宝までもが！展                   | 福田彩乃、宮崎瑠依、八木将康                                        |                                           |                                       |                             |
| 9      | 2017年6月8日  | 銀座!マリリンも愛した金・銀・パールのお宝!展                | 伊藤一朗（Every Little Thing） 福田彩乃、八木将康、スウィージー美紀 |                                           | 8月14日12:20 - 12:45                  |                             |
| 10     | 2017年6月15日 | 科博!ワケあってお見せしていないお宝!展                      | 福田彩乃、八木将康                                                  |                                           |                                       |                             |
| 11     | 2017年6月22日 | えっ?フツーの人がたった一人で“博物館”開いちゃった!展        | 高樹千佳子、宮崎瑠依、山田悠介                                      |                                           |                                       |                             |
| 12     | 2017年6月29日 | もはや生きている!?超リアルなお宝!展                         | 八田亜矢子、八木将康                                                |                                           |                                       | 東北地方では7月1日に放送。  |
| 13     | 2017年7月6日  | 迎賓館!まさかのお宝!特別にお見せします!展                   | 福田彩乃                                                            |                                           |                                       |                             |
| 14     | 2017年7月13日 | 藝大!あの有名人の“卒業制作”がスゴすぎるっ!展                | 宮崎瑠依、八木将康                                                  | 会田誠（現代美術家） 松井冬子（日本画家） |                                       |                             |
| 15     | 2017年7月20日 | “小中学生”が見つけちゃった超スゴ〜いお宝!展                 | 鈴木裕樹、八田亜矢子                                                |                                           |                                       |                             |
| 16     | 2017年7月27日 | またまた“小中学生”が見つけちゃった超スゴ〜いお宝!展         | 鈴木裕樹、八田亜矢子                                                |                                           |                                       |                             |
| 17     | 2017年8月3日  | 祝!世界遺産“沖ノ島”でお宝発掘しちゃいました!展              | 田中幸太朗                                                          |                                           |                                       |                             |
| 18     | 2017年8月17日 | マリー・アントワネット グレース・ケリー 迎賓館 世界の王室展 | 福田彩乃、宮崎瑠依                                                  |                                           |                                       | 50分拡大SP（22:00 - 22:50） |
| 19     | 2017年8月31日 | えっ、ダイアナ妃のドレス!?女性を彩る“美”のお宝!展           | 宮崎瑠依、スウィージー美紀                                          |                                           |                                       |                             |
| 20     | 2017年9月7日  | 超絶カワイイ 新発見キャラに もえ〜!展                       | 高樹千佳子、鈴木裕樹                                                |                                           |                                       |                             |
| 21     | 2017年9月14日 | 激レア!衝撃ニュースのお宝!展                                | 八田亜矢子、宮崎瑠依                                                |                                           |                                       |                             |
| 22     | 2017年9月21日 | 追跡!あのスゴイお宝が、も〜っとスゴイことに!展              | 福田彩乃、鈴木裕樹、八木将康                                        |                                           |                                       | シリーズ最終回。            |

### スペシャル版（レギュラー放送外）
| 放送回   | 放送日       | 放送時間      | 開催された企画展                           | キュレーター                                                  | アンコール放送 | 備考  |
| -------- | ------------ | ------------- | ------------------------------------------ | ------------------------------------------------------------- | -------------- | ----- |
| お正月SP | 2018年1月2日 | 22:00 - 22:50 | えっ!?あの国宝にまさか!意外!そんな秘密が展 | 高橋英樹 福田彩乃 梅澤美波（乃木坂46） 久保史緒里（乃木坂46） |                | [ 7 ] |